# Ваха – Нассер
Ваха – Нассер – газопровід у Лівії.
В 1969-му почалась розробка гігантського нафтового родовища Ваха, під час якої отримували значні обсяги супутнього газу. В якийсь момент цей ресурс вирішили монетизувати та проклали для його видачі газопровід завдовжки 110 км з діаметром 600 мм. Він прямував на північ та у підсумку досягав нафтового родовища Нассер, від якого у 1970 році запустили газопровід до узбережжя Нассер – Марса-Брега. Пропускну здатність трубопроводу Ваха – Нассер запроектували як 5,7 млрд м3 на рік.
Також можливо відзначити, що видача нафти з Ваха відбувається не через Нассер, яке сполучене з береговим терміналом Марса-Брега, а по нафтопровідній системі до іншого терміналу Ас-Сідр.